# Example.com
example.com, example.net i example.org són dominis d'Internet de segon nivell reservats per a ser utilitzats en exemples i documentació. Aquesta reserva fa que no es puguin registrar.
La Internet Assigned Numbers Authority (IANA) els va reservar per permetre escriure exemples i documentació en què es mencionés un domini sempre inexistent, de manera que si es fan servir els exemples sense modificar no afectin a ningú.